# 샤울랴이 국제공항
샤울랴이 국제공항(영어: Šiauliai International Airport)은 리투아니아 샤울랴이에 위치한 공항으로 샤울랴이에서 남동쪽으로  7킬로미터 (4.3마일)정도 떨어져 있으며 리투아니아 공군이 주도한다.